# Mwene-Ditu (commune)
Pour les articles homonymes, voir Mwene-Ditu (homonymie).
Muene-Ditu est une commune de la ville de Mwene-Ditu en république démocratique du Congo. 